# Бергамска сюита
„Бергамска сюита“ (на френски: „Suite Bergamasque“) е една от най-очарователните и известни сюити за пиано на Клод Дебюси. Тя е публикувана през 1905 г. и се състои от четири части.
1. Prélude (Прелюдия)
2. Menuet (Менует)
3. Clair de Lune (Лунна светлина)
4. Passepied (Стъпки)

## Лунна светлина от Бергамска сюита
Може би най-известна е третата част, композирана през 1890 г. Свири се предимно пианисимо и разнообразието от интензитет и интервали прави от творбата едно от най-красивите произведения от епохата на импресионизма. Тоналността е ре-бемол мажор, с частични преходи в до-диез минор.
На една от нейните части, „Лунна светлина“, композиторът Тодор Попов е направил обработка за пиано и детски хор, която често се изпълнява в България и чужбина.